# نيكولا سلاتر
نيكولا سلاتر (بالإنجليزية: Nicola Slater)‏ مواليد 14 أغسطس 1984 في المملكة المتحدة، هي لاعبة كرة مضرب بريطانية. أعلى تصنيف لها في الفردي كان 650. أعلى تصنيف لها في الزوجي كان 167.

## النهائيات

### الزوجي
| الحصيلة | الرقم | التاريخ       | الدورة                      | الأرضية | الشريك          | المنافس                         | النتيجة          |
| ------- | ----- | ------------- | --------------------------- | ------- | --------------- | ------------------------------- | ---------------- |
| الوصافة | 1.    | 8 نوفمبر 2010 | أنطاليا، تركيا              | صلبة    | داريا سالنيكوفا | نيكولا فرانكوفا مارتا سيروتكينا | 6–3, 5–7, [5–10] |
| الفوز   | 1.    | 16 مايو 2011  | بنسلفانيا، الولايات المتحدة | صلبة    | تشيه يو هسو     | بروك ريسكبيث ستورم ساندرس       | 7–5, 6–3         |

## روابط خارجية
- نيكولا سلاتر على موقع رابطة محترفات التنس (الإنجليزية)
- نيكولا سلاتر على موقع الاتحاد الدولي لكرة المضرب (الإنجليزية)
- نيكولا سلاتر على موقع إي إس بي إن.كوم (الإنجليزية)